# Talovinka
Talovinka (en rus: Таловинка) és un poble (un possiólok) de l'óblast d'Astracan, a Rússia, segons el cens del 2010 tenia 158 habitants.